# Moofushi
Moofushi est une petite île inhabitée des Maldives. C'est une des nombreuses îles-hôtel des Maldives, depuis 1991, actuellement le Constance Moofushi Maldives.

## Géographie
Moofushi est située dans le centre des Maldives, à l'Ouest de l'atoll Ari, dans la subdivision de Alif Dhaal. 